# Протисупутникова зброя
Протисупутникова зброя — балістичні ракети, призначені для знищення космічних апаратів, що використовуються з навігаційною та розвідувальною метою. Вперше протисупутникову зброю випробували в колишньому СРСР 1970 року. 1979 року, систему протикосмічної оборони поставили на бойове чергування. У США випробування протисупутникового комплексу ASM-135 ASAT відбулись 1985 року. До розсекречення і оприлюднення даних про радянську протисупутникову систему, вважалось, що США мали першість у розробці протисупутникового озброєння. Потім набув чинності мораторій на його випробування через небезпеку забруднення орбіти величезною кількістю космічного сміття, що загрожує усім космічним апаратам.
Проблема протисупутникової зброї постала з новою гостротою 2007 року після того, як 11 січня КНР випробувала ракету, що вразила ціль на висоті 990 км. Деякі дані вказують на те, що 2016 року Російська Федерація також могла випробувати таку зброю.